# Crystal Fighters
Die Crystal Fighters sind eine englisch-baskische Electronic-Band, die in London beheimatet ist.

## Bandgeschichte
Die 2007 im spanischen Navarra formierte Band trat mit dem Pianisten Jools Holland auf einigen Festivals auf und ging 2010 mit Foals auf Tournee. Im Folgejahr besuchte sie auf einer Konzertreise durch Europa Städte wie Brüssel, Oslo, Paris, Stockholm und Berlin. Ihr Debütalbum Star of Love, das am 4. Oktober 2010 veröffentlicht wurde, haben die Briten Sebastian, Gilbert und Graham in einem Londoner Studio zusammen mit Laure und Mimi, zwei Sängerinnen mit baskischen Wurzeln aufgenommen. Gilbert erklärte in einem Interview, er sehe das Album als „Statement gegen die kulturelle Homogenisierung Europas“. Zuvor wurden sie hauptsächlich im Internet durch Remixe von Bands wie La Roux, Buraka Som Sistema, MGMT und MIT bekannt.
Am 12. September 2014 starb Schlagzeuger Andrea Marongiu überraschend auf Tour. Die Ursache war ein Herzfehler.

## Musikstil

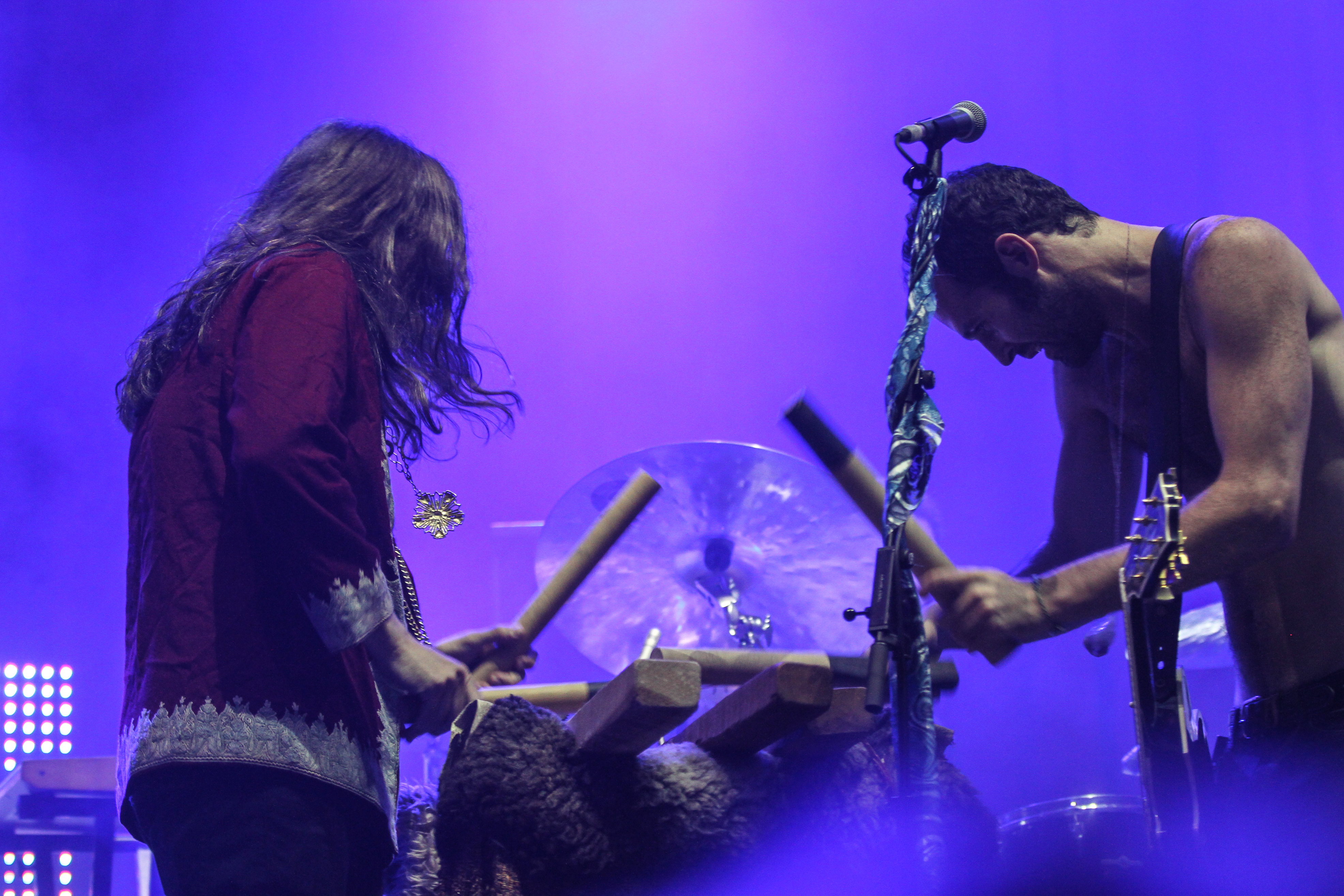
Crystal Fighters, Melt! Festival 2013

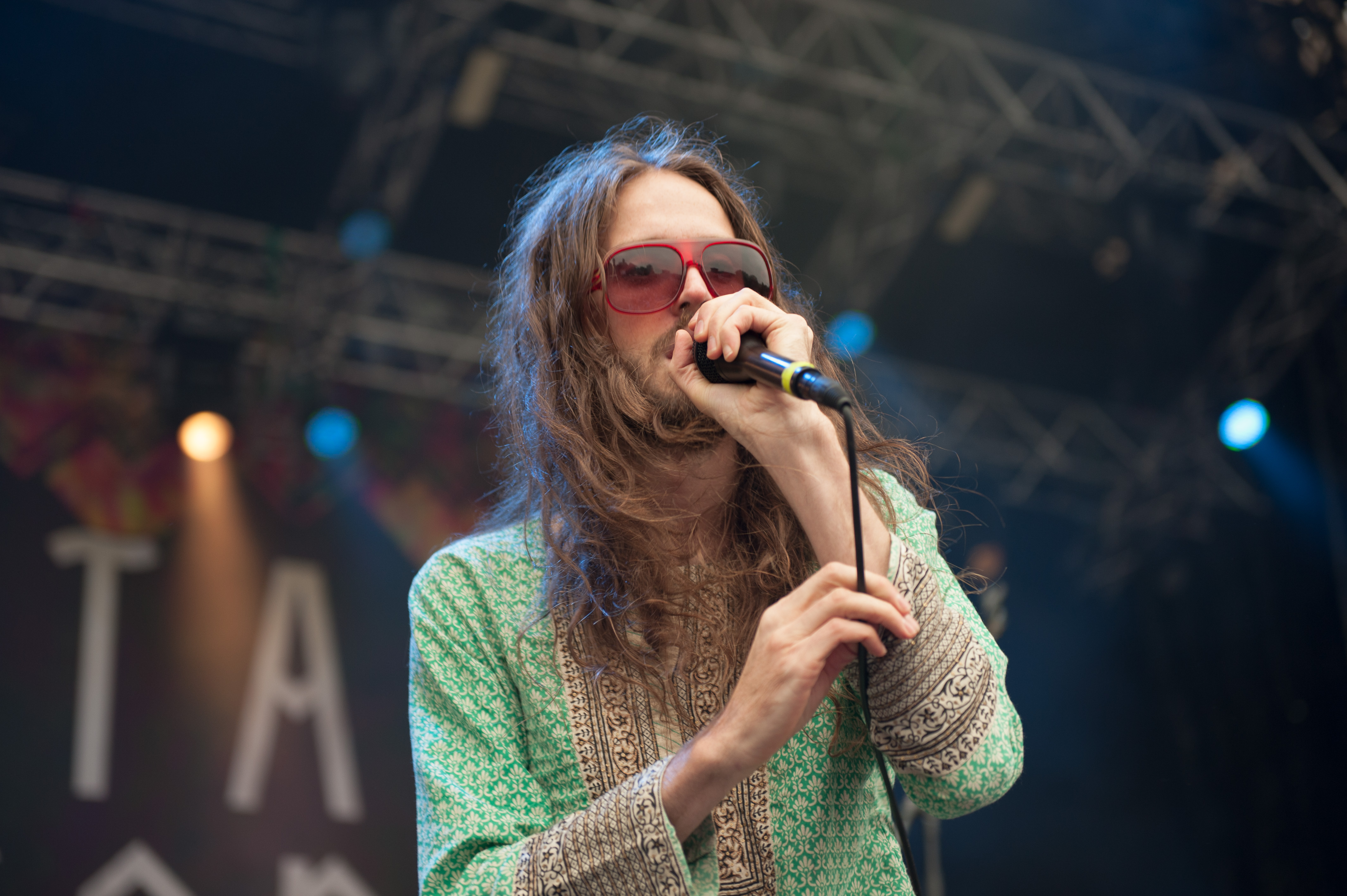
Sänger Sebastian Pringle

Den Stil ihrer Musik beschreibt die Band als „schnelle Tanzmusik mit Instrumenten aus dem Baskenland, Synthesizern und Gesang“, indem sie etwa Txalapartas oder die baskische Schnabelflöte Txistu einsetzen und diese mit Elementen des Techno und des Low Fidelity mischen. Die Süddeutsche Zeitung bezeichnete ihre Musik als einen „seltsam-schöner Mix aus Tribalpop und Electro“ einer der 2011 „gehyptesten Bands der Indie-Szene“.
Als erheblichen Einfluss ihrer Musik nannten die Gruppe Bakar, den verstorbenen Großvater eines Bandmitglieds, der am Manuskript einer Oper namens „Crystal Fighters“ arbeitete, nach der sie sich ebenso benannte. Bei dem Werk soll es sich nach Angaben der Band um ein esoterisch anmutendes Alterswerk über den Zyklus des Lebens mit Anspielungen auf die baskische Tradition, Mythologie und insbesondere der Musik der Region handeln.

## Diskografie

### Alben
- 2010: Star of Love (Zirkulo / PIAS)
- 2012: Star of Love Remixes (Zirkulo / PIAS)
- 2013: Cave Rave (Zirkulo / PIAS)
- 2016: Everything Is My Family (PIAS)
- 2019: Gaia & Friends (Warner Bros. Records)

### Singles
- 2009: Xtatic Truth
- 2009: I Love London
- 2010: In the Summer
- 2010: Follow / Swallow
- 2011: At Home
- 2011: Plage
- 2012: Champion Sound
- 2012: Earth Island
- 2012: Love Is All I Got (mit Feed Me)
- 2013: You & I
- 2013: Wave
- 2013: LA Calling
- 2014: Love Alight
- 2016: All Night
- 2016: Ways I Can’t Tell
- 2016: Good Girls
- 2016: Lay Low
- 2017: Yellow Sun
- 2018: Boomin’ in Your Jeep
- 2018: Another Level
- 2018: Goin’ Harder (feat. Bomba Estéreo)
- 2019: Wild Ones
- 2019: Runnin

### Gastbeiträge
- 2019: Summer Luv (Whethan & The Knocks feat. Crystal Fighters)

## Auszeichnungen für Musikverkäufe
| Goldene Schallplatte - Niederlande - 2011: für die Single Plage |

| Land/RegionAuszeichnungen für Musikverkäufe (Land/Region, Auszeichnungen, Verkäufe, Quellen) | Gold  | Platin | Verkäufe | Quellen |
| -------------------------------------------------------------------------------------------- | ----- | ------ | -------- | ------- |
| Niederlande (NVPI)                                                                           | Gold1 | —      | 10.000   | nvpi.nl |
| Insgesamt                                                                                    | Gold1 | —      |          |         |